# 니시 8초메 정류장
니시 8초메 정류장(일본어: 西8丁目停留場, にしはっちょうめていりゅうじょう)은 일본 홋카이도 삿포로시 주오구에 위치한 삿포로 시 교통국(삿포로 시영 전차) 이치조 선의 정류장이다. 정류장 번호는 SC02이다. 노면 전차가 달리는 미나미1조도리로 니시 8초메 도리와의 교차점에 위치하고 있다.

## 역사
- 1918년 8월 12일: 노선 신설에 따라 "니시 8초메"의 명칭으로 정류장 개업.
- 1941년 11월 21일: "니시 8초메 시리테쓰뵤인도리"로 변경.
- 1950년 3월 24일: "니시 8초메"로 역명 환원.
- 2015년 4월 1일: 정류장 번호를 설정

## 정류장 구조
2면 2선의 대향식 교차점을 사이로 동쪽(미나미1조니시 7초메)에 스스키노 방향, 서쪽(미나미1조니시 8초메)에 니시 4초메 방면 플랫폼이 있고 안전 지대가 설치되어 있다. 니시 4초메 방향은 도로 사정 관계에서 유효 길이가 약간 짧아진다.
안전 지대에는 로드 히팅이 꾸며져, 역사가 설치되어 있다.

## 정류장 주변
- 삿포로 미나미니조 우체국
- 홋카이도 신용 금고 오도리미나미 지점
- 아사히가와 금고 삿포로 지점
- 미치노쿠 은행 삿포로 지점
- 미요시 신사
- 도큐 핸즈 삿포로점
- 오도리 공원
- 삿포로 방송・STV 라디오 본사・삿포로 방송국

## 인접역
| 삿포로 시 교통국 ● 삿포로 시영 전차 이치조 선 | 삿포로 시 교통국 ● 삿포로 시영 전차 이치조 선 | 삿포로 시 교통국 ● 삿포로 시영 전차 이치조 선 |
| --------------------------------------------- | --------------------------------------------- | --------------------------------------------- |
| SC01 니시 4초메 외선 순환                     | 시영 전철 운행 계통                           | SC03 주오쿠야쿠쇼마에 내선 순환               |